# Marvin Ogunjimi
Marvin Ogunjimi (Mechelen, 12 oktober 1987) is een voormalig Belgisch voetballer en trainer van Nigeriaanse origine. Hij speelt doorgaans als spits. Van 2010 tot en met 2011 speelde hij voor de Rode Duivels, hij maakte 4 goals in 7 matchen.

## Carrière

### KRC Genk
Hij is in 2003 overgekomen van KV Mechelen, nadat hij eerst voor Leest en RC Mechelen uitkwam en belandde toen bij de Genkse jeugd. Hij kreeg in 2004 een contract bij de club.
Ogunjimi werd een seizoen later verhuurd aan het Nederlandse RKC Waalwijk. De huurperiode duurde een jaar en na dat jaar bekeek RKC Waalwijk of men Ogunjimi definitief wilde inlijven. Genk wilde de spits nog niet laten gaan en Ogunjimi keerde terug naar Racing Genk.
Op zaterdag 23 mei 2009 vond de bekerfinale in Brussel plaats tussen KV Mechelen en Racing Genk. Ogunjimi zorgde hier voor de twee winnende doelpunten en was man van de match. In het seizoen 2009/10 werd hij topschutter van de club met 14 goals in 29 wedstrijden. In het seizoen 2010/11 werd hij kampioen met Genk.

### Real Mallorca
Tijdens de wintertransferperiode van seizoen 2011/12 vertrok Ogunjimi naar het Spaanse Real Mallorca. Deze transfer werd door het te laat indienen van de juiste papieren met een half jaar vertraging afgerond. Normaal zou hij in de zomer van 2011 al naar Spanje vertrokken zijn. Ogunjimi maakte zijn debuut voor Mallorca in de bekerwedstrijd tegen Real Sociedad. In augustus 2012 werd Ogunjimi aan Standard Luik uitgeleend. Hij stond de eerste twee wedstrijden in de basis maar verdween daarnaa, onder meer door tal van blessures uit de ploeg. Bovendien brak in het offensieve compartiment de jonge Imoh Ezekiel door. Daarom verhuurde Mallorca Ogunjimi na de winterstop aan Beerschot AC. Beerschot bedong hierbij ook een optie tot aankoop. Zijn debuut voor Beerschot maakte hij tegen KV Kortrijk, zijn eerste goal maakte hij tegen AA Gent. Op 20 april 2013 degradeerde Ogunjimi samen met Beerschot AC, na een nederlaag op het veld van Cercle Brugge, naar de Tweede klasse. Later werd de club failliet verklaard. In de zomer van 2013 werd bekend dat OH Leuven Ogunjimi voor een seizoen huurde van Mallorca met een optie tot aankoop. Hij kwam hier Ronny Vangeneugden opnieuw tegen als trainer. Hij lanceerde hem bij KRC Genk. Op 28 januari 2014 werd de samenwerking met Ogunjimi stopgezet.

### Strømsgodset IF
Begin juni 2014 werd bekend dat Ogunjimi een contact voor twee seizoenen had getekend bij Strømsgodset IF. Hij maakte zijn debuut voor de club in de voorrondes van de UEFA Champions League, tegen Steaua Boekarest. Ogunjimi begon aan de wedstrijd en werd na 61 minuten vervangen. Zijn competitiedebuut was tegen Vålerenga IF. Hij begon de wedstrijd op de bank, maar mocht in het begin van de tweede helft invallen voor Péter Kovács. In 2015 raakte hij zwaargeblesseerd aan zijn knie.

### Wereldreis
Nadat zijn contract bij Strømsgodset eind 2015 afliep, ging Ogunjimi in Zuid-Korea voor Suwon FC spelen. In juli werd hij tot het einde van 2016 verhuurd aan Ratchaburi Mitr Phol uit Thailand. Suwon was ondertussen gedegradeerd en het contract van Ogunjimi werd in januari 2017 ontbonden. Daarna ging hij in Albanië voor Skënderbeu Korçë spelen. In de zomer van 2017 tekende hij een contract bij Oqjetpes FK Kökşetaw. Na twee maanden verliet hij de club en ging hij aan de slag bij MVV Maastricht. Hier werd in maart 2018 zijn contract ontbonden. Een maand later tekende Ogunjimi een contract voor één jaar bij de Wit-Russische bekerhouder Dinamo Brest. Hierna vertrok Mister Worldwide na een tiental matchen naar de club Saigon FC.

### Lierse Kempenzonen
In november 2018 dook Ogunjimi op bij Lierse Kempenzonen. Op 6 december 2018 sloot de ex-Rode Duivel zich aan bij de club uit Eerste klasse amateurs. In zijn eerste wedstrijd, op 12 januari 2019 tegen FCV Dender EH, scoorde hij meteen zijn eerste doelpunt, waardoor Lierse Kempenzonen een punt pakte.

### Patro Eisden Maasmechelen
In augustus 2019 tekende Ogunjimi bij Patro Eisden Maasmechelen, onder trainer Stijn Stijnen. Door de coronacrisis werd zijn contract hier ontbonden.

### Renaissance Mons 44
In augustus 2021 tekende hij een contract bij Renaissance Mons 44.

## Clubstatistieken
| Seizoen | Club                          | Competitie             | Duels | Goals |
| ------- | ----------------------------- | ---------------------- | ----- | ----- |
| 2005/06 | KRC Genk                      | Eerste klasse          | 8     | 0     |
| 2006/07 | KRC Genk                      | Eerste klasse          | 0     | 0     |
| 2007/08 | → RKC Waalwijk (huur)         | Eerste divisie         | 27    | 10    |
| 2008/09 | KRC Genk                      | Eerste klasse          | 17    | 3     |
| 2009/10 | KRC Genk                      | Eerste klasse          | 30    | 13    |
| 2010/11 | KRC Genk                      | Eerste klasse          | 32    | 15    |
| 2011/12 | KRC Genk                      | Eerste klasse          | 6     | 0     |
| 2011/12 | Real Mallorca                 | Primera División       | 7     | 0     |
| 2012/13 | → Standard Luik (huur)        | Eerste klasse          | 5     | 0     |
| 2012/13 | → Beerschot AC (huur)         | Eerste klasse          | 10    | 1     |
| 2013/14 | → Oud-Heverlee Leuven (huur)  | Eerste klasse          | 18    | 0     |
| 2014    | Strømsgodset IF               | Tippeligaen            | 11    | 4     |
| 2015    | Strømsgodset IF               | Tippeligaen            | 8     | 4     |
| 2016    | Suwon FC                      | K League Classic       | 10    | 3     |
| 2016    | → Ratchaburi Mitr Phol (huur) | Thai League 1          | 7     | 1     |
| 2016/17 | Skënderbeu Korçë              | Kategoria Superiore    | 6     | 0     |
| 2017/18 | Oqjetpes FK Kökşetaw          | Premjer-Liga           | 7     | 0     |
| 2017/18 | MVV Maastricht                | Eerste divisie         | 13    | 1     |
| 2017/18 | Dinamo Brest                  | Vysjejsjaja Liga       | 3     | 0     |
| 2018/19 | Saigon FC                     | V.League 1             | 7     | 0     |
| 2018/19 | Lierse Kempenzonen            | Eerste klasse amateurs | 18    | 3     |
| 2019/20 | Patro Eisden Maasmechelen     | Eerste klasse amateurs | 3     | 0     |
|         |                               | Totaal                 | 272   | 66    |

## Interlandcarrière

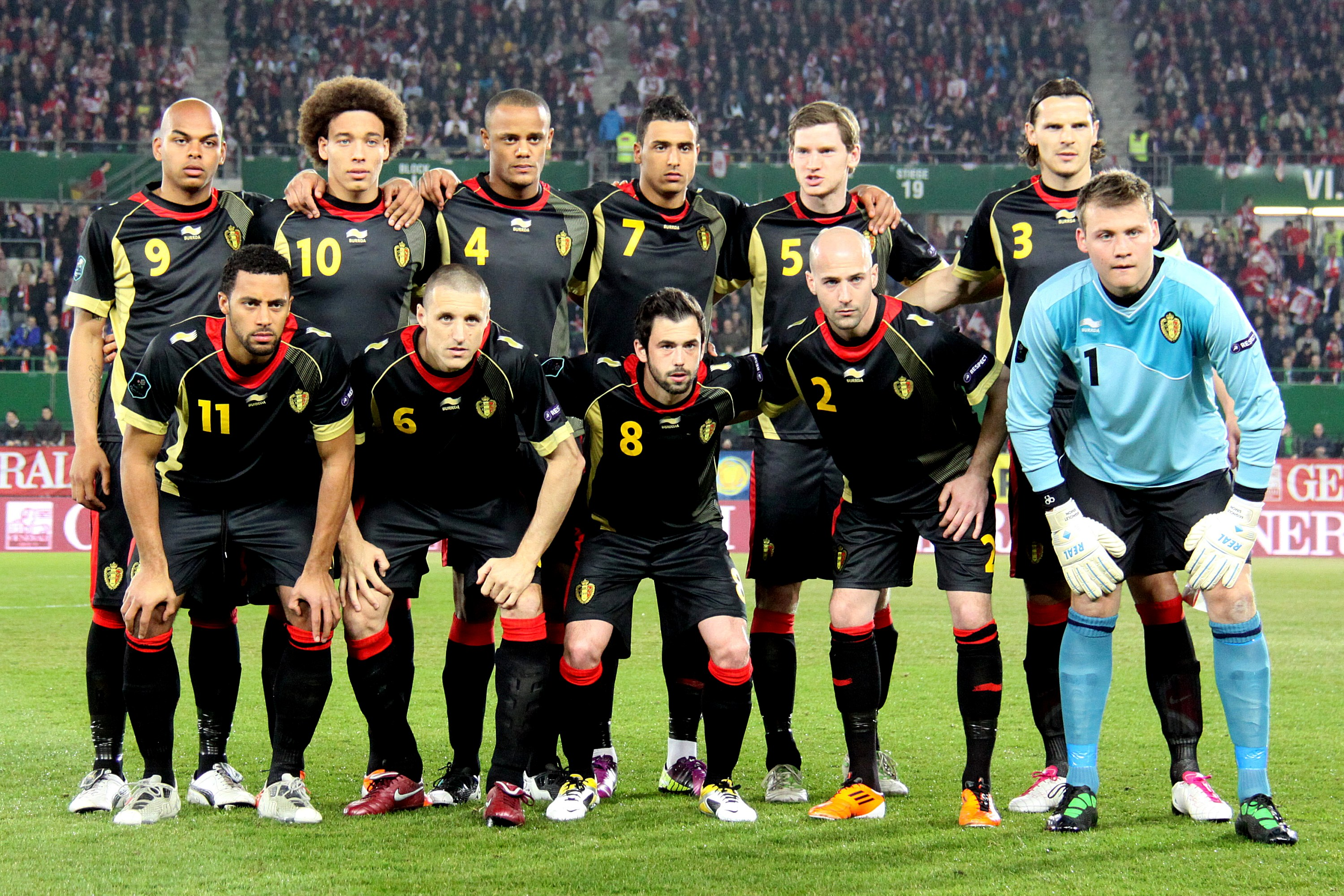
Ogunjimi bij België (nr. 9) in maart 2011.

Ogunjimi werd op 1 oktober 2010 voor het eerst opgeroepen voor de Belgische nationale ploeg. In zijn eerste partij als Rode Duivel, tegen Kazachstan, maakte hij beide doelpunten van de wedstrijd. Ook in zijn tweede interland tegen Oostenrijk scoorde hij. Verder scoorde hij ook nog tegen Turkije. Van 2010 tot 2011 speelde hij zeven interlands waarin hij vijf goals scoorde.
Ogunjimi kon ook kiezen voor de nationale ploeg van Nigeria en zat in de voorselectie voor het WK 2010, maar koos voor het Belgische nationale team.

### Lijst van interlands
| Nr° | Interland               | Datum            | Uitslag | Speelminuten                                     | Goals | Assists | Geel | Rood |
| --- | ----------------------- | ---------------- | ------- | ------------------------------------------------ | ----- | ------- | ---- | ---- |
| 1   | Kazachstan-België       | 8 oktober 2010   | 0-2     | 45 (tijdens de rust ingevallen voor R. Lukaku)   | 2     | 0       | /    | /    |
| 2   | België-Oostenrijk       | 12 oktober 2010  | 4-4     | 90                                               | 1     | 1       | /    | /    |
| 3   | Oostenrijk-België       | 25 maart 2011    | 0-2     | 81 (eruit voor K. Mirallas)                      | /     | /       | /    | /    |
| 4   | België-Turkije          | 3 juni 2011      | 1-1     | 90                                               | 1     | 0       | /    | /    |
| 5   | België-Kazachstan       | 7 oktober 2011   | 4-1     | 17 (ingevallen in 73e minuut voor I. De Camargo) | /     | /       | /    | /    |
| 6   | België-Verenigde Staten | 6 september 2011 | 1-0     | 27 (ingevallen in 63e minuut voor E. Hazard)     | /     | /       | /    | /    |
| 7   | Duitsland-België        | 11 oktober 2011  | 3-1     | 45 (eruit voor R. Lukaku)                        | /     | /       | /    | /    |
|     | Totaal                  |                  |         |                                                  | 4     | 1       | 0    | 0    |

Palmares
 KRC Genk
- Beker van België

2009
- Kampioen van België

2010/11